# Фирсов, Александр Яковлевич
Александр Яковлевич Фирсов (1925—1945) — младший сержант Рабоче-крестьянской Красной Армии, участник советско-японской войны, Герой Советского Союза (1945).

## Биография
Александр Фирсов родился 11 августа 1925 года в селе Поляки (ныне — Путятинский район Рязанской области). После окончания девяти классов школы работал в колхозе. В 1943 году Фирсов был призван на службу в Рабоче-крестьянскую Красную Армию.
Участвовал в боях советско-японской войны, будучи пулемётчиком 567-го стрелкового полка 384-й стрелковой дивизии 25-й армии 1-го Дальневосточного фронта. 11 августа 1945 года в бою за город Дуннин Фирсов, израсходовав все боеприпасы, закрыл своим телом амбразуру японского дота, ценой своей жизни способствовав успешным действиям всего своего подразделения. Похоронен в посёлке Полтавка Октябрьского района Приморского края.
Указом Президиума Верховного Совета СССР от 8 сентября 1945 года за «образцовое выполнение боевых заданий командования на фронте борьбы с японскими милитаристами и проявленные при этом исключительный героизм и самопожертвование» младший сержант Александр Фирсов посмертно был удостоен высокого звания Героя Советского Союза. Также посмертно был награждён орденом Ленина. Навечно зачислен в списки личного состава воинской части.
В честь Фирсова названы улицы во Владивостоке и Рязани, а также посёлок Фирсово Хасанского района Приморского края, в котором установлен памятник.